# George Gaylord Simpson
Pour les articles homonymes, voir George Simpson et Simpson.
George Gaylord Simpson, né le 16 juin 1902 à Chicago et mort le 6 octobre 1984 à Tucson, est un paléontologue américain et systématicien évolutionniste.
Expert des mammifères éteints et de leurs migrations, Simpson a été l'un des paléontologues les plus influents du XXe siècle, et l'un des plus importants participants à la théorie synthétique de l'évolution dans son domaine de compétence, la paléontologie.

## Biographie
Il a été professeur de zoologie à l'université Columbia, a collaboré en géologie et en paléontologie à l’American Museum of Natural History de 1945 à 1959, puis pour le Museum of Comparative Zoology de l'université Harvard de 1959 à 1970.
Il obtient la Médaille Daniel Giraud Elliot en 1944 pour son ouvrage Tempo and Mode in Evolution et en 1965 pour son traité Principles of Animal Taxonomy. Il reçoit la médaille d’argent Darwin-Wallace en 1958 et la médaille Darwin en 1962.
George Gaylord Simpson est devenu membre étranger de la Royal Society le 24 avril 1958. Simpson a également reçu la médaille Darwin de la Royal Society "en reconnaissance de ses contributions remarquables à la théorie générale de l'évolution, basées sur une étude approfondie de la paléontologie, en particulier des vertébrés" en 1962. En 1966, Simpson a reçu le Golden Plate Award de l'American Academy of Achievement.

## Liste partielle des publications
- 1944 : Tempo and Mode in Evolution, Columbia University Press (New York) : 237 p. (Trad. Rythme et modalités de l'évolution, Albin Michel,  coll. « Sciences d'aujourd'hui », 1950)
- 1953 : Evolution and Geography : An essay on historical biogeography, with special reference to mammals, Oregon State System of Higher Education, Eugene (Oregon) : 64 p.
- 1961 : Principles of Animal Taxonomy, Columbia University Press (New York) : xii + 247 p.
- 1965 : The Geography of Evolution, Chilton Books, Philadelphia, New York : 249 p.
- 1969 : Géographie de l'évolution, Masson, Paris.
- 1977 : Too many lines : The limits of the Oriental and Australian zoogeographic regions, Proceedings of the American Philosophical Society, Vol.121, No.2, April 29, 1977, p. 107-120.
- 1978 : Concessions to the improbable : An unconventional autobiography, Yale University Press (New Haven, Connecticut) : xi + 291 p.  (ISBN 0300021437)
- 1980 : Why and how : Some problems and methods in historical biology, Pergamon (Oxford) : viii + 263 p.  (ISBN 0080257852)
- 1984 : Discoverers of the lost world : An account of some of those who brought back to life South American mammals long buried in the abyss of time, Yale University Press (New Haven, Connecticut) : viii + 222 p.  (ISBN 0300031882)
- 1987 : Simple curiosity : Letters from George Gaylord Simpson to his family, 1921-1970. Edited by Léo F. Laporte, University of California Press (Berkeley) : x + 340 p.  (ISBN 0520057929)